# National Geographic (kênh truyền hình)
National Geographic (tên cũ Nat Geo Channel) (hay đôi khi viết tắt là Nat Geo) là một hệ thống truyền hình phim tài liệu được National Geographic Partners sản xuất. Kênh này có một số đặc điểm về chương trình giống như các kênh Discovery Channel như về các phim tài liệu thiên nhiên, khoa học, và lịch sử.

## Danh sách chương trình hiện nay
- Inside T4: Terminal Of Tomorrow
- Mega Factories
- Nazi World War Weird
- Ultimate Airport Dubai
- World's Most Extreme
- Dino Month
- Brain Games
- Science Of Stupid
- Mine King
- Supercar Megabuild
- The Story Of God With Morgan Freeman
- Rebel Pope
- The Yard
- Ceasar To The Rescue
- Rescue Ink
- Dog Whisperer
- Lord Of War
- Nazi Megastructures: Russia War
- Planes: That Change The World
- Explorer
- Uncover Asia
- 24 Hours in A&B
- Nat Geo Original
- Hitler's Final Hours
- Genius
- Danger Decoded
- Life On Mars: The Amazing Rovers
- Air Crash Investigation
- Star Talk
- Dino Exposé
- Wicked Tuna
- WW2 Hell under the sea
- Yukon River Run
- Eat: The Story of Food
- Car SOS
- Mars
- Locked Up Abroad
- Mission Pluto
- Mission Saturn